# Jübar
Jübar is een gemeente in de Duitse deelstaat Saksen-Anhalt, en maakt deel uit van de Landkreis Altmarkkreis Salzwedel.
Jübar telt 1.567 inwoners.

## Indeling gemeente
De gemeente bestaat uit de volgende Ortsteile:
- Bornsen
- Drebenstedt
- Gladdenstedt
- Hanum
- Jübar
- Lüdelsen
- Nettgau
- Wendischbrome

Apenburg-Winterfeld ·
Arendsee (Altmark) ·
Beetzendorf ·
Dähre ·
Diesdorf ·
Gardelegen ·
Jübar ·
Kalbe (Milde) ·
Klötze ·
Kuhfelde ·
Rohrberg ·
Salzwedel ·
Wallstawe